# العلاقات الكوبية الهايتية
العلاقات الكوبية الهايتية هي العلاقات الثنائية التي تجمع بين كوبا وهايتي.

## مقارنة بين البلدين
هذه مقارنة عامة ومرجعية للدولتين:
| وجه المقارنة                                              | كوبا                              | هايتي                                |
| --------------------------------------------------------- | --------------------------------- | ------------------------------------ |
| المساحة (كم2)                                             | 109.88 ألف                        | 27.75 ألف                            |
| عدد السكان (نسمة)                                         | 11.48 مليون                       | 10.98 مليون                          |
| الكثافة السكانية (ن./كم²)                                 | 104.48                            | 395.68                               |
| العاصمة                                                   | هافانا                            | بورت أو برانس                        |
| اللغة الرسمية                                             | اللغة الإسبانية                   | لغة فرنسية، اللغة الكريولية الهايتية |
| العملة                                                    | بيزو كوبي، بيزو كوبي قابل للتحويل | جوردة هايتية                         |
| الناتج المحلي الإجمالي (بليون دولار)                      | 87.13 مليار                       | 8.41 مليار                           |
| الناتج المحلي الإجمالي (تعادل القوة الشرائية) بليون دولار |                                   | 18.82 مليار                          |
| الناتج المحلي الإجمالي الاسمي للفرد دولار أمريكي          |                                   | 818                                  |
| الناتج المحلي الإجمالي للفرد دولار أمريكي                 |                                   | 1.73 ألف                             |
| مؤشر التنمية البشرية                                      | 0.769                             | 0.483                                |
| رمز المكالمات الدولي                                      | +53                               | +509                                 |
| رمز الإنترنت                                              | .cu                               | .ht                                  |
| المنطقة الزمنية                                           | 00                                | 00                                   |

## منظمات دولية مشتركة
يشترك البلدان في عضوية مجموعة من المنظمات الدولية، منها:
| علم المنظمة | اسم المنظمة                                                          | تاريخ انضمام كوبا | تاريخ انضمام هايتي |
| ----------- | -------------------------------------------------------------------- | ----------------- | ------------------ |
|             | منظمة التجارة العالمية                                               | ?                 | ?                  |
|             | الاتحاد الدولي للاتصالات                                             | 16 يناير 1918     | 10 أكتوبر 1927     |
|             | تحالف الدول الجزرية الصغيرة                                          | ?                 | ?                  |
|             | وكالة حظر الأسلحة النووية في أمريكا اللاتينية ومنطقة البحر الكاريبي ‏ | ?                 | ?                  |
|             | منظمة حظر الأسلحة الكيميائية                                         | ?                 | ?                  |
|             | يونسكو                                                               | 29 أغسطس 1947     | 18 نوفمبر 1946     |
|             | الأمم المتحدة                                                        | 24 أكتوبر 1945    | 24 أكتوبر 1945     |
|             | الاتحاد البريدي العالمي                                              | ?                 | ?                  |
|             | منظمة الشرطة الجنائية الدولية                                        | ?                 | ?                  |
|             | مجموعة دول أفريقيا والكاريبي والمحيط الهادئ                          | ?                 | ?                  |

## وصلات خارجية
- موقع وزارة الخارجية الكوبية
- موقع وزارة الخارجية الهايتية